# Weddell Plain
Koordinaten: 65° 0′ S, 20° 0′ W
Die Weddell Plain (auch bekannt als Weddell Abyssal Plain) ist eine Tiefsee-Ebene in der Antarktis. Sie erstreckt sich zwischen dem Weddell-Meer und dem Maud Seamount in der Lasarew-See.
Die seit Juni 1987 vom US-amerikanischen Advisory Committee on Undersea Features (ACUF) anerkannte Benennung erfolgte in Anlehnung an diejenige der Weddell-See. Deren Namensgeber ist der britische Seefahrer James Weddell (1787–1834).